# Australian Open 2005/Damendoppel-Rollstuhl
Das Damendoppel (Rollstuhl) der Australian Open 2005 war ein Rollstuhltenniswettbewerb in Melbourne und fand als Wheelchair Classic 8’s at Australian Open vom 28. bis zum 30. Januar statt.
Titelverteidigerinnen waren Maaike Smit und Esther Vergeer.

## Setzliste
| Nr. | Paarung                         | Erreichte Runde |
| --- | ------------------------------- | --------------- |
| 01. | Britta Siegers Sharon Walraven  | Halbfinale      |
| 02. | Florence Gravellier Maaike Smit | Sieg            |

## Ergebnisse
Zeichenerklärung
- Q = Qualifikant
- WC = Wildcard
- LL = Lucky Loser
- ITF = qualifiziert über ITF-Ranking
- ALT = alternate (Ersatz)
- PR = Protected Ranking
- SE = Special Exempt
- r = retired (Aufgabe)
- d = Disqualifikation
- w.o. = walkover
- [ ] = Match-Tie-Break

|  | Halbfinale | Halbfinale                      | Halbfinale | Halbfinale | Halbfinale |  |  | Finale | Finale                          | Finale | Finale | Finale |
|  |            |                                 |            |            |            |  |  |        |                                 |        |        |        |
|  |            |                                 |            |            |            |  |  |        |                                 |        |        |        |
|  | 1          | Britta Siegers Sharon Walraven  | r          |            |            |  |  |        |                                 |        |        |        |
|  |            | Yuka Chokyu Mie Yaosa           |            |            |            |  |  |        |                                 |        |        |        |
|  |            |                                 |            |            |            |  |  |        | Yuka Chokyu Mie Yaosa           | 3      | 3      |        |
|  |            |                                 |            |            |            |  |  | 2      | Florence Gravellier Maaike Smit | 6      | 6      |        |
|  |            | Jiske Griffioen Korie Homan     | 2          | 3          |            |  |  |        |                                 |        |        |        |
|  | 2          | Florence Gravellier Maaike Smit | 6          | 6          |            |  |  |        |                                 |        |        |        |
|  |            |                                 |            |            |            |  |  |        |                                 |        |        |        |